# جريجوار ليبرنس-رينجويت
جريجوار ليبرنس-رينجويت (بالفرنسية: Grégoire Leprince-Ringuet)‏
```
هو 
كاتب سيناريو
 
ومخرج
 
وممثل
 
فرنسي
، ولد في 4 ديسمبر 1987 في 
فرنسا
.
[
4
]
[
5
]
```

## وصلات خارجية
- جريجوار ليبرنس-رينجويت على موقع IMDb (الإنجليزية)
- جريجوار ليبرنس-رينجويت على موقع ألو سيني (الفرنسية)
- جريجوار ليبرنس-رينجويت على موقع أول موفي (الإنجليزية)
- جريجوار ليبرنس-رينجويت على موقع قاعدة بيانات الأفلام السويدية (السويدية)
- جريجوار ليبرنس-رينجويت على موقع ديسكوغز (الإنجليزية)
- جريجوار ليبرنس-رينجويت على موقع قاعدة بيانات الفيلم (الإنجليزية)
- جريجوار ليبرنس-رينجويت على موقع كينوبويسك (الروسية)